# Macrothele guizhouensis
Macrothele guizhouensis là một loài nhện trong họ Hexathelidae. Loài này phân bố ở Trung Quốc.